# 13196 Rogerssmith
13196 Rogerssmith è un asteroide della fascia principale. Scoperto nel 1997, presenta un'orbita caratterizzata da un semiasse maggiore pari a 2,3025859 UA e da un'eccentricità di 0,1380199, inclinata di 5,97520° rispetto all'eclittica.